# نيتسا دي سيشيليا
نيستا دي سيشيليا (بالإيطالية: Nizza di Sicilia)‏ هي بلدية في مقاطعة ميسينا في صقلية الإيطالية.

## السكان
في سنة 1861 بلغ عدد السكان 2٬010 نسمة، وتطور العدد ليصل في سنة 2011 لـ 3٬723 نسمة.
يظهر هذا المخطط البياني تطور النمو السكاني لـ نيتسا دي سيشيليا